# Sicyonis sumatriensis
Sicyonis sumatriensis är en havsanemonart som beskrevs av Oscar Henrik Carlgren 1928. Sicyonis sumatriensis ingår i släktet Sicyonis och familjen Actinostolidae. Inga underarter finns listade i Catalogue of Life.